# Franconia (Schiff, 1911)
Die Franconia (I) war ein 1911 in Dienst gestelltes Passagierschiff der britischen Reederei Cunard Line, das von der Werft Swan Hunter & Wigham Richardson im nordenglischen Wallsend (North Tyneside) gebaut wurde. Sie wurde am 4. Oktober 1916 im Mittelmeer von einem deutschen U-Boot versenkt, wodurch zwölf Menschen ums Leben kamen. Sie war das achtgrößte Schiff, das im Ersten Weltkrieg von einem deutschen U-Boot versenkt wurde.

## Das Schiff

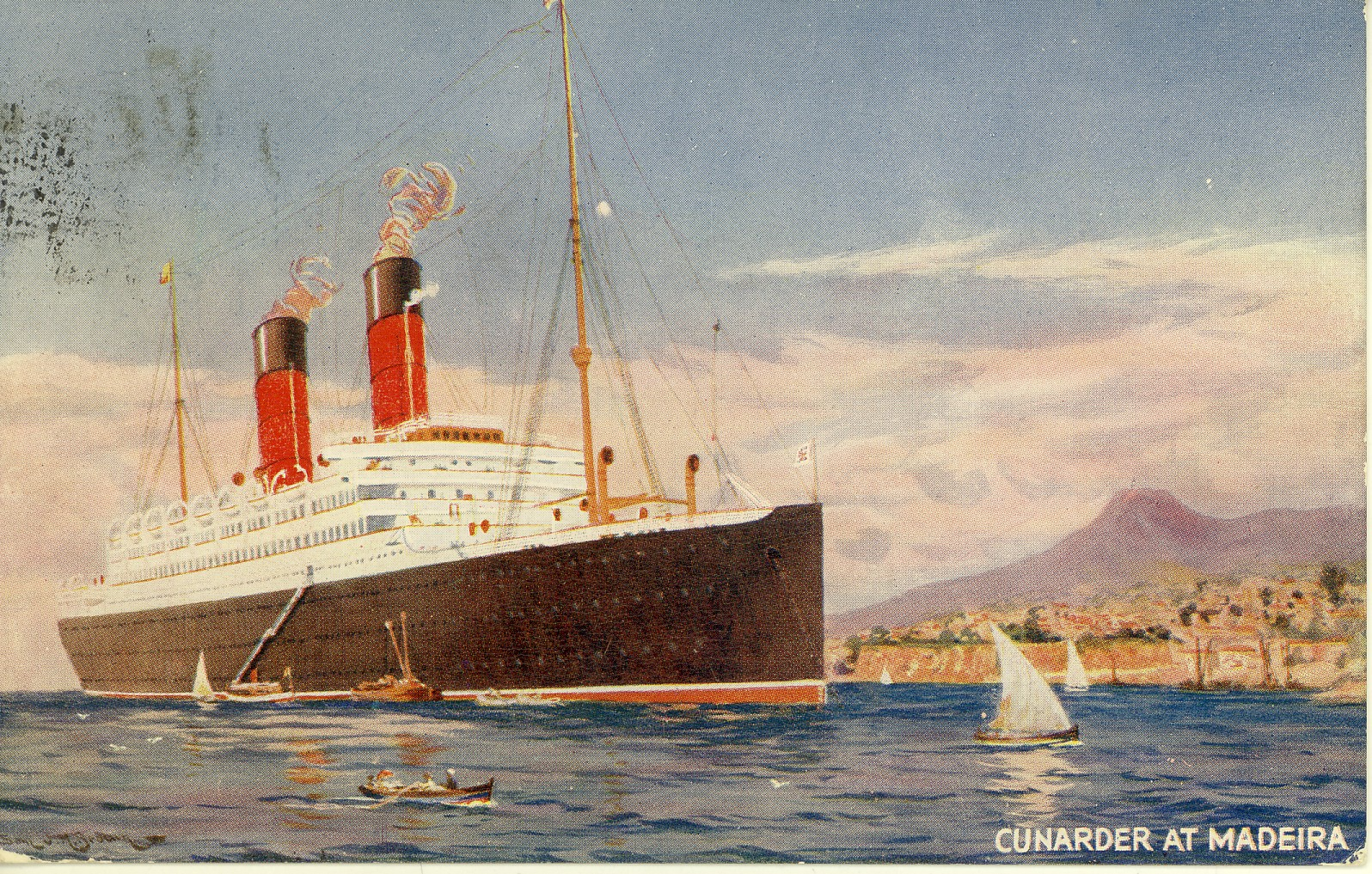
Zeitgenössische Postkarte

Die Franconia und ihr baugleiches Schwesterschiff, die Laconia (I) (1912), wurden von der Cunard Line in Auftrag gegeben, um ihre älteren Schiffe Ivernia (I) und Saxonia (beide 1900) auf der Route Liverpool–Boston zu ersetzen. Außerdem sollten sie als Ersatz für die beiden Flaggschiffe der Reederei, die Mauretania und Lusitania (beide 1907), eingesetzt werden, falls diese im Falle eines Kriegsausbruchs zum Kriegsdienst eingezogen würden. Die Franconia war das erste Passagierschiff, auf dem es einen Fitnessraum gab.
Das Schiff war das erste von drei Passagierschiffen der Cunard Line, die auf den Namen Franconia getauft wurden. Die zweite Franconia lief 1923 vom Stapel und wurde im Zweiten Weltkrieg als Truppentransporter eingesetzt. Die dritte Franconia war das 1955 in Dienst gestellte Passagierschiff Ivernia (II), das 1963 zu einem Kreuzfahrtschiff umgewandelt und in Franconia umbenannt wurde. Sie war bis 1971 im Dienst und wurde zwei Jahre später verkauft.
Am 25. Juli 1910 lief die Franconia vom Stapel. Die Schiffs-Klassifikationsgesellschaft Lloyd’s Register of Shipping ordnete die Franconia in ihre höchste Kategorie, 100 A1, ein. Der Rumpf war aus Stahl gebaut. Das 190,5 Meter lange Dampfschiff hatte drei Decks und wurde mit Vierfachexpansions-Dampfmaschinen angetrieben, die ihm zu einer Geschwindigkeit von 17, maximal 18 Knoten verhalfen. Die Passagierunterkünfte waren für 300 Reisende der Ersten Klasse, 350 der Zweiten Klasse und 2200 der Dritten Klasse ausgelegt. Am 25. Februar 1911 legte die Franconia zu ihrer Jungfernfahrt von Liverpool nach New York ab. Nach Abschluss dieser Fahrt wurde sie auf der Route Liverpool–Boston eingesetzt. In den Wintermonaten steuerte das Schiff von New York aus Häfen im Mittelmeerraum an.
Bei ihrer Abfahrt in New York am 20. Januar 1912 hatte die Franconia die drei kanadischen Geschäftsmänner J. Hugo Ross, Thomas F. McCaffry und Thomson Beattie an Bord, die zu einem gemeinsamen Urlaub in Ägypten und am Ägäischen Meer aufbrachen. Die Rückreise unternahmen die drei Männer an Bord der Titanic. Keiner von ihnen überlebte.

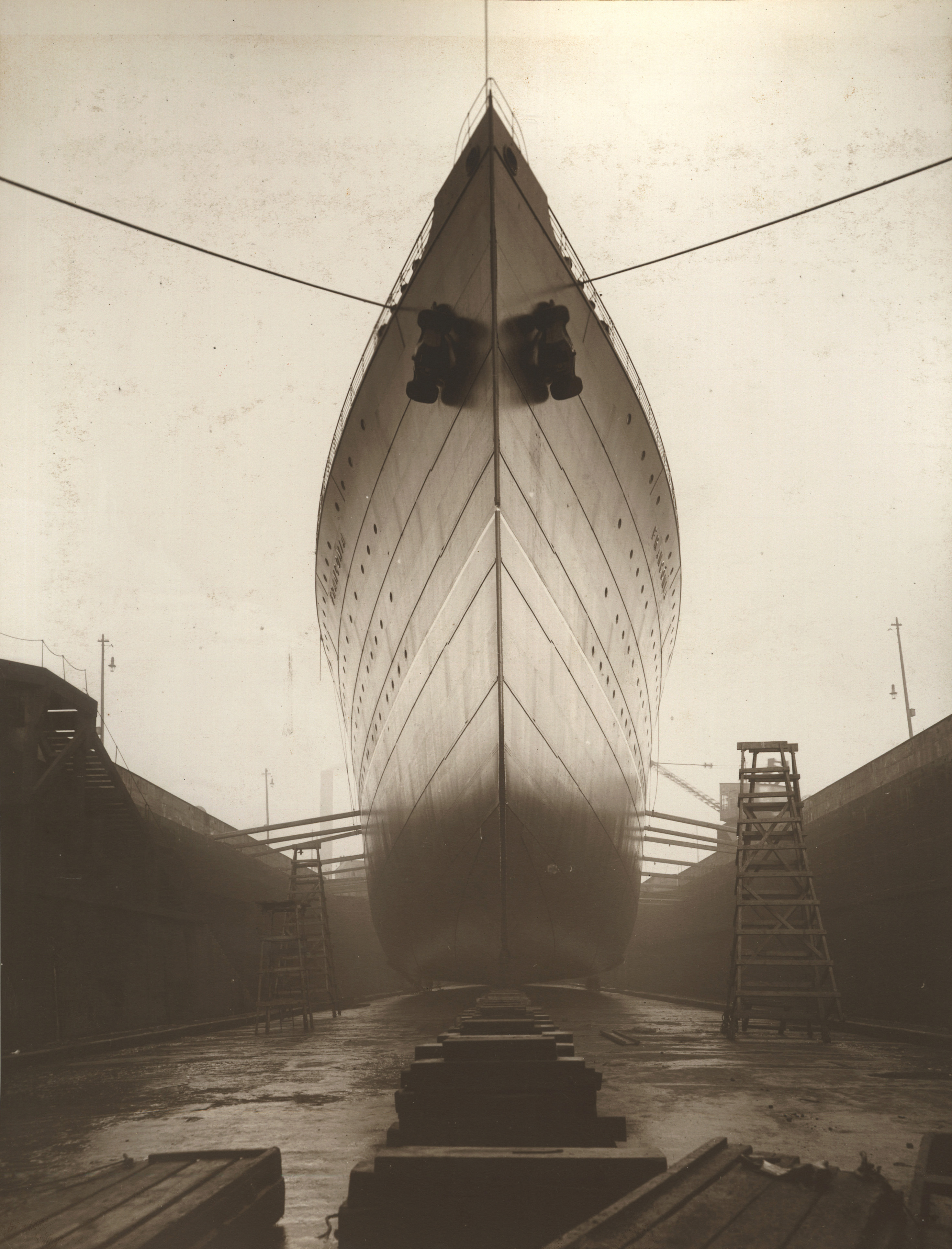
Im Trockendock (1910).

Wie bei vielen anderen britischen Passagierschiffen auch änderte der Ausbruch des Ersten Weltkriegs den Bestimmungszweck der Franconia: Am 15. Februar 1915 wurde der Ozeandampfer von der Admiralität angefordert und zu einem Truppentransporter mit einer Kapazität von 2.700 Personen umgebaut. Sie sollte verwundete Soldaten im Rahmen der Dardanellen-Kampagne von Gallipoli nach Alexandria und Malta bringen. Nach dem Ende der Schlacht von Gallipoli war die Franconia wieder regulär im transatlantischen Passagierverkehr tätig. Auch ihr Schwesterschiff, die Laconia, wurde im Ersten Weltkrieg während einer regulären Transatlantiküberquerung ohne Vorwarnung von einem deutschen U-Boot versenkt.

## Versenkung
Am Mittwoch, dem 4. Oktober 1916, befand sich die Franconia auf dem Weg von Liverpool in die griechische Hafenstadt Thessaloniki. Sie stand unter dem Kommando von Kapitän David S. Miller, RNR, der mit dem Order of the British Empire und der Decoration for Officers of the Royal Naval Reserve ausgezeichnet war.
Sie hatte auf dieser Fahrt keine Soldaten an Bord; es befanden sich nur zivile Passagiere und Besatzungsmitglieder an Bord. 195 Meilen östlich von Malta wurde das unbewaffnete Passagierschiff von dem deutschen U-Boot UB 47 des Typs UB II unter dem Kommando von Oberleutnant zur See Wolfgang Steinbauer torpediert und versenkt. 12 der 314 Menschen an Bord kamen ums Leben (alles Besatzungsmitglieder). Die Überlebenden wurden von dem britischen Hospitalschiff Dover Castle geborgen und an Land gebracht. Die Dover Castle, die die Überlebenden der Franconia rettete, fiel im Ersten Weltkrieg selbst einem U-Boot-Angriff zum Opfer: Am Sonnabend, dem 26. Mai 1917, wurde sie vor der algerischen Küstenstadt Annaba von dem deutschen U-Boot UC 67 versenkt, wobei sieben ihrer Besatzungsmitglieder ums Leben kamen.